# 심하은
심하은(沈河恩)(1983년 12월 12일 ~ )은 대한민국의 모델 출신 방송인이다. 대한민국 前 축구선수 출신 이천수의 아내이다.

## 경력
- 모델
- 디에스엔터테인먼트 아트코어 이사 (2015년 ~ 2017년)
- 한국예술사관실용전문학교 모델전공 전임교수 겸 학과장 (2013년 ~ 2017년)
- 방송인 (2016년 ~ )

## 방송
- 현장토크쇼 택시 (2016년 4월 19일 424회)
- 사돈끼리 (2016년 ~ 2017년)
- 브래드PT&GYM캐리 (2021년)
- 골 때리는 그녀들 (2021년 ~ )
- 살림하는 남자들 (2022년 ~ )